# Centromerus phoceorum
Centromerus phoceorum är en spindelart som beskrevs av Simon 1929. Centromerus phoceorum ingår i släktet Centromerus och familjen täckvävarspindlar. Inga underarter finns listade i Catalogue of Life.